# Спарток IV
Спарток IV (дата народження невідома — близько 240 р. до н. е.) — боспорський цар, син Перісада II.
Інших відомостей про цього царя в наш час[коли?] немає. Після його смерті влада перейшла до його брата Левкона II.